# Maria Novell i Picó
Maria Novell i Picó (Figueras, 17 de marzo de 1914 - Barcelona, 24 de febrero de 1969) fue una profesora, bibliotecaria y escritora que destacó por su original manera de narrar la historia de Cataluña a través de sus protagonistas, “gente humilde y sencilla que vivían las consecuencias que para ello tenían los hechos de cada época”.

## Biografía
Licenciada en Filosofía, ingresó en la Escuela de Bibliotecarias en 1932 con el número uno de su promoción y fue becada por la Generalidad de Cataluña. En el año 1935 el Claustro de la Escuela la designó para representar al centro en el Segundo Congreso Internacional de Bibliotecas y Bibliografía, organizado por la IFLA y celebrado en Madrid y en Barcelona. Aquel mismo año se tituló y unos meses más tarde empezaba a trabajar en la Biblioteca de la Universidad de Barcelona. Al mismo tiempo estudiaba la carrera de Filosofía y Letras y después de la guerra civil, ya licenciada, se dedicó a la enseñanza dando clases de filosofía, historia y literatura.
Desde bien joven empezó a escribir cuentos y artículos. En los años 1926-1928 ya había publicado en las revistas Sigronet, El noi català, La dona catalana, Arts i lletres, de Barcelona, y Sol ixent, de Cadaqués.La posguerra enmudece su voz literaria hasta que en el año 1964, animada por Joaquim Carbó, inicia una fecunda colaboración en la revista Cavall Fort con una serie de narraciones de la historia de Cataluña. La cabra d'or inauguraba la serie y, según Carbó,  “La agilidad y amenidad de este cuento no excluían el rigor y una información histórica de primera mano. Fue el primero de la treintena que ilustró Fina Rifà y que representan uno de los aciertos más grandes de la revista: la historia vivida por quienes la sufren, no por quienes la orientan y se  aprovechan”. El proyecto se proponía abarcar toda la historia de Cataluña, pero su muerte prematura en 1969 paró las narraciones en el siglo XVIII.
Formó parte del consejo de redacción de la revista Cavall Fort y, entre 1965 y 1969, además de la serie sobre la historia de Cataluña,  publica regularmente artículos, obras de teatro y un guion de cómic, De Balaguer a Kum-Ram, ilustrado por Manel. Gana el premio Folch i Torres con la novela Les presoneres de Tabriz y publica dos obras de teatro: Les orenetes y Perot joglar que el Teatro Experimental Catalán estrenó en el Teatro Romea el 22 de febrero de 1970. Con carácter póstumo, entre 1973 y 1975, se publican tres libros con trabajos suyos: la biografía de Jaume el Conqueridor, la obra dramática Tres vegades era un rei... y Viatge per la història de Catalunya, su obra más conocida y difundida, donde se recogen todas las narraciones históricas publicadas en cavall Fort ilustradas por Fina Rifà.

## Obras publicadas en la revistaCavall Fort

### Narraciones de la historia de Cataluña
- La cabra d'or (n.º 53)
- Els elefants d'Hanníbal (n.º 54)

- En Daina i els soldats (n.º 56)
- Gal·la Placídia (n.º 57)
- Les aventures d'en Pau Secall (nº 60)
- Arnau se'n  va a Terra Santa (n.º 64)
- Els set fills d'en Pere Sabater (n.º 66)
- Els dos amics (n.º 67)
- El tabaler (n.º 69)
- L'home que va fer tard (n.º 71)
- El secret (n.º 75)
- El desafíament (n.º 76)
- La mort d'en Guillot Salvatge (n.º 79)
- La fal·lera d'en Martí (n.º 80)
- El rei astut (n.º 83)
- Les germanes d'en Bernat (n.º 84)
- La pesta (n.º 86)
- Aventura en terres d'Egipte (n.º 90)
- L'home que parlava a la babalà (n.º 93)
- El mercader i el bastaix (n.º 96)
- El remença (n.º 99)
- Paraula per paraula (n.º 105)
- Els tres fills del fargaire (n.º 106)
- Els dos tossuts (n.º 117)
- La badia del corall (n.º 119)
- Senyor i criat (n.º 124)
- Qui té raó, té raó (n.º 142)
- El mercader que es va fer soldat (n.º 143)
- El casament (n.º 145)
- Tres dibuixos i una història (n.º 149)

### Teatro
- El rei presumit (n.º 114)
- El barret de cascavells (n.º 131)
- El llogarret (n.º 133)

### Artículos
- Els orígens del teatre (n.º 42)
- Parlem dels gremis (n.º 100)
- Els enigmes (n.º 127)

### Guion de cómic
- De Balaguer a Kum-Ram (núms. 175 a 178)

### Cuento
- En Sisó i la Siseta (n.º 164)

## Publicaciones en formado libro
- Les presoneres de Tabriz. Il. Llucià Navarro. Barcelona: La Galera, 1967
- Les orenetes. Il. Maria Dolz. Barcelona: Tàber, 1967 (Fem teatre)
- Perot Joglar. Il. Helena Cortés. Barcelona: Tàber, 1968 (Fem teatre)
- Jaume el Conqueridor. Il. de Josep Granyer. Barcelona: Proa, 1973
- Tres vegades era un rei... Il. Xita Camps. Barcelona: La Galera, 1975 (Teatre joc d'equip, 14)
- Viatge per la història de Catalunya. Il. Fina Rifà. Barcelona: La Galera, 1975

## Premios
- 1969 Folch i Torres por Les presoneres de Tabriz